# Graue Meersau
Die Graue Meersau (Oxynotus paradoxus), wegen ihrer hohen Flossen auch Segelflossen-Meersau genannt, ist eine Haiart aus der Gattung der Schweinshaie (Oxynotus). Das Verbreitungsgebiet dieser Art liegt im Ost-Atlantik und reicht von der Westküste der Britischen Inseln über die Biscaya und die Küste der Iberischen Halbinsel bis an die Küste Senegals.

## Aussehen und Merkmale

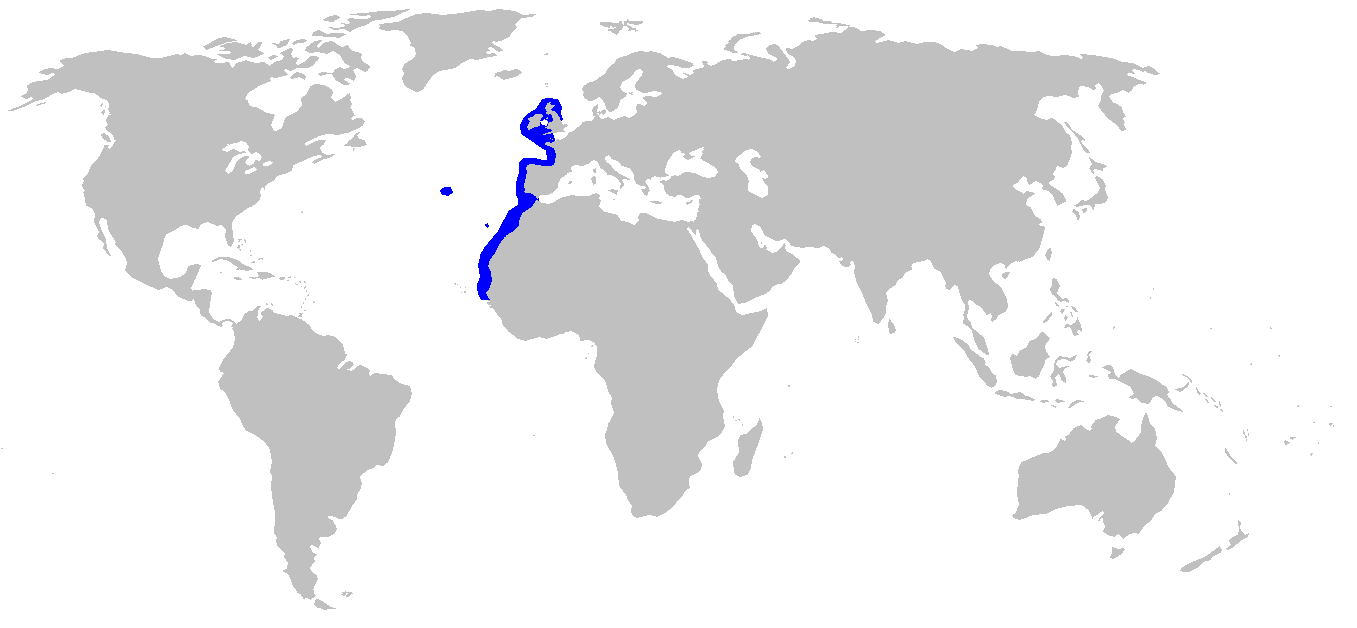
Verbreitung

Die Graue Meersau ist ein ungewöhnlich aussehender Hai mit einem hohen, im Querschnitt dreieckigen Körper. Er erreicht eine Maximallänge von 120 Zentimetern, bleibt aber für gewöhnlich bei einer Länge von 85 Zentimetern. Die Fische sind einförmig grau oder graubraun gefärbt, ohne irgendwelche Markierungen. Eine Afterflosse fehlt, den beiden sehr hohen Rückenflossen gehen die ordnungstypischen Stacheln voraus. Die erste Rückenflosse steht über den Brustflossen, die zweite über den Bauchflossen. Die Rückenflossen sind etwa doppelt so hoch wie ihre Stacheln. Wie alle Arten der Familie besitzen die Tiere fünf Kiemenspalten und ein Spritzloch hinter dem Auge.

## Lebensweise
Die Graue Meersau lebt bodennah über den Kontinentalabhängen in Tiefen von 265 bis 720 Metern. Sie ernährt sich wahrscheinlich vor allem von kleinen, bodenbewohnenden Wirbellosen und von Fischen. Sie ist wie andere Arten der Ordnung lebendgebärend (ovovivipar), die Jungen sind bei der Geburt 25 cm lang.

## Gefährdung
Die IUCN gab ab 2009 in ihrer Roten Liste an, dass keine ausreichenden Daten vorliegen, um den Gefährdungsgrad von Oxynotus paradoxus einzuschätzen („data deficient“). In einer Neubewertung wurde die Art 2020 als gefährdet („vulnerable“) eingestuft. Die Art ist Beifang bei der Tiefseefischerei.

## Belege
1. ↑  Oxynotus paradoxus in der Roten Liste gefährdeter Arten der IUCN 2024.1. Eingestellt von: Finucci, B., Derrick, D. & VanderWright, W.J., 2020. Abgerufen am 14. Oktober 2024.